# Papuanticlea ochroria
Papuanticlea ochroria är en fjärilsart som beskrevs av Holloway 1979. Papuanticlea ochroria ingår i släktet Papuanticlea och familjen mätare. Inga underarter finns listade i Catalogue of Life.